# Why (Must We Fall in Love)
"Why (Must We Fall in Love)" is een single die gezamenlijk opgenomen is door The Supremes & The Temptations. Het was het laatste nummer van de twee groepen samen dat uitgebracht werd. Dit gebeurde overigens alleen in het Verenigd Koninkrijk. Het behaalde daar #31 op de poplijst. Het was ook het laatste nummer van The Supremes waar Diana Ross op zong. Na dit nummer werd ze vervangen door Jean Terrell, zusje van bokser Ernie Terrell.
De B-kant van de single was "Uptight (Everything's Alright)". Dit was in 1966 een #3 hit op de poplijst en een #1 hit op de R&B lijst voor Stevie Wonder.

## Bezetting
- Lead: Eddie Kendricks en Diana Ross
- Achtergrondzang: Paul Williams, Dennis Edwards, Melvin Franklin, Otis Williams, Mary Wilson en Cindy Birdsong
- Instrumentatie: Lokale sessiemuzikanten uit Los Angeles
- Schrijvers: Deke Richards en S. Matthews
- Productie: Frank Wilson